# Andrés García Reche
Andrés García Reche (Cúllar, Granada, 1950) és un economista i polític valencià d'origen andalús. Fou conseller d'Indústria, Comerç i Turisme de la Generalitat Valenciana de 1987 a 1993. Actualment és Vicepresident Executiu a l'Agència Valenciana de la Innovació.
Professor d'Economia Aplicada de la Universitat de València, García Reche és un reconegut expert en política industrial i és autor de nombrosos articles, llibres i informes sobre política industrial i innovació, turisme, desenvolupament productiu regional i responsabilitat social de les empreses.
Va ocupar diversos càrrecs de responsabilitat a la Generalitat Valenciana presidida per Joan Lerma (PSPV-PSOE) des del 1983. Primer com a Director General d'Indústria (1983-1987) i després com a conseller d'Indústria, Comerç i Turisme. Des d'ací va impulsar la creació de l'Institut de la Mitjana i Petita Indústria Valenciana (IMPIVA), els instituts tecnològics, les incubadores d'empreses (CEEI), el Parc Tecnològic de València, l'Institut Turístic Valencià, l'Institut Valencià de l'Energia i de Promocions de la Comunitat Valenciana (actual Institut Valencià de Competitivitat Empresarial, IVACE).